# قرة كند (أختاتشي)
قرة کند (بالفارسية: قره‌کند) هي قرية تقع في إيران في قسم أختاتشي الريفي. يقدر عدد سكانها بـ 327 نسمة .